# 中村 (栃木県芳賀郡)
中村（なかむら）は栃木県芳賀郡に属していた村である。

## 地理
現在の真岡市の中部、旧真岡市の南部に位置する。
- 河川：鬼怒川、五行川

## 歴史
かつて存在した中村荘

### 村域の変遷
- 1889年（明治22年）4月1日 - 町村制施行により、南中村、若旅村、寺内村、伊勢崎村、八木岡村、小橋村、茅堤村、加倉村、粕田村、寺分村、上大沼村、大沼村、下大沼村、長田村、柳林村、勝瓜村が合併し芳賀郡中村が成立する。
- 1954年（昭和29年）3月31日 - 中村は真岡町、山前村、大内村とともに合併し真岡町が発足。中村は消滅。

変遷表
| 1868年 以前 | 1868年 以前 | 明治12年 | 明治22年 4月1日 | 昭和29年 | 昭和29年 | 現在   |
| 1868年 以前 | 1868年 以前 | 明治12年 | 明治22年 4月1日 | 3月31日  | 10月1日  | 現在   |
| ----------- | ----------- | -------- | --------------- | -------- | -------- | ------ |
|             | 八木岡村    | 八木岡村 | 中村            | 真岡町   | 市制     | 真岡市 |
|             | 伊勢崎村    |          | 中村            | 真岡町   | 市制     | 真岡市 |
|             | 勝瓜村      |          | 中村            | 真岡町   | 市制     | 真岡市 |
|             | 中村        | 南中村   | 中村            | 真岡町   | 市制     | 真岡市 |
|             | 若旅村      |          | 中村            | 真岡町   | 市制     | 真岡市 |
|             | 寺内村      |          | 中村            | 真岡町   | 市制     | 真岡市 |
|             | 粕田村      |          | 中村            | 真岡町   | 市制     | 真岡市 |
|             | 寺分村      |          | 中村            | 真岡町   | 市制     | 真岡市 |
|             | 上大沼村    |          | 中村            | 真岡町   | 市制     | 真岡市 |
|             | 大沼村      |          | 中村            | 真岡町   | 市制     | 真岡市 |
|             | 下大沼村    |          | 中村            | 真岡町   | 市制     | 真岡市 |
|             | 加倉村      |          | 中村            | 真岡町   | 市制     | 真岡市 |
|             | 長田村      |          | 中村            | 真岡町   | 市制     | 真岡市 |
|             | 茅堤村      |          | 中村            | 真岡町   | 市制     | 真岡市 |
|             | 小橋村      |          | 中村            | 真岡町   | 市制     | 真岡市 |
|             | 柳林村      |          | 中村            | 真岡町   | 市制     | 真岡市 |

## 大字
- 八木岡（やぎおか）
- 伊勢崎（いせさき）
- 勝瓜（かつうり）
- 中（なか） - 明治26年に南中が改称。
- 若旅（わかたび）
- 寺内（てらうち）
- 粕田（かすだ）
- 寺分（てらぶん）
- 上大沼（かみおおぬま）
- 大沼（おおぬま）
- 下大沼（しもおおぬま）
- 加倉（かくら）
- 長田（ながた）
- 茅堤（かやつつみ）
- 小橋（こばし）
- 柳林（やなぎばやし）

## 人口・世帯

### 人口
総数 [単位： 人]
| 1891年（明治24年） | 3,988 |
| 1920年（大正 9年） | 5,231 |
| 1935年（昭和10年） | 5,927 |
| 1950年（昭和25年） | 8,049 |

### 世帯
総数 [単位： 世帯]
| 1920年（大正 9年） | 972   |
| 1935年（昭和10年） | 1,040 |
| 1950年（昭和25年） | 1,358 |

## 交通

### 鉄道
- 日本国有鉄道（ → 東日本旅客鉄道 → 真岡鐵道）
  - ■真岡線
    - 寺内駅

## 村長
- 久保市三郎